# Безпека в інтернеті
Безпека в інтернеті або онлайн-безпека або кібербезпека та Е-безпека (англ. E-Safety) намагання бути у безпеці в інтернеті, також є актом максимального усвідомлення користувачами ризиків особистої безпеки і безпеки для приватної інформації та власності, пов'язаних з використанням інтернету, а також самозабезпечення, захист від комп'ютерної злочинності.
Оскільки кількість користувачів інтернету продовжує зростати у всьому світі — інтернет-організації, уряди та організації висловлюють занепокоєння щодо безпеки дітей та підлітків, які використовують інтернет. Понад 45 % оголосили, що зазнали кібер-переслідувань. У лютому у всьому світі відзначається День безпечного інтернету, щоб підвищити обізнаність про безпеку в інтернеті. У Великій Британії кампанія Get Safe Online отримала спонсорську підтримку від урядового агентства Боротьби з організованою злочинністю (англ. SOCA) і великих інтернет-компаній, таких як Microsoft і eBay.

## Інформаційна безпека
Конфіденційна інформація, така як особиста інформація та ідентифікаційні дані, паролі, часто пов'язується з особистою власністю та конфіденційністю, і може становити загрозу безпеці в разі її витоку. Несанкціонований доступ та використання приватної інформації може призвести до таких наслідків, як крадіжка особистих даних, а також крадіжка майна. Поширеними причинами порушень інформаційної безпеки є:

### Фішинг
Фішинг — це тип шахрайства, коли зловмисники маскуються під надійне джерело, намагаючись отримати приватну інформацію, таку як паролі, дані кредитної картки тощо, через інтернет. Ці підроблені вебсайти часто створені так, щоб вони виглядали ідентичними своїм законним аналогам, щоб уникнути підозр з боку користувача.

### Шкідливе програмне забезпечення
Шкідливе програмне забезпечення, зокрема шпигунське, — це шкідливе програмне забезпечення, призначене для збору та передачі приватної інформації, наприклад пароля, без згоди або відома користувача. Вони часто розповсюджуються через електронну пошту, програмне забезпечення та файли з неофіційних місць. Шкідливе програмне забезпечення є однією з найбільш поширених проблем безпеки, оскільки часто неможливо визначити, де файл було заражено, незалежно від джерела файлу.

### Вимагачі (Ransomware)
Програми-вимагачі (ransomware) — це вид шкідливого ПЗ, який блокує доступ до файлів або системи користувача, вимагаючи викуп за відновлення доступу. Вони стали однією з найпоширеніших загроз для великих організацій, оскільки такі атаки часто націлені на підприємства, школи та урядові установи.

## Особиста безпека
Зростання інтернету породило багато важливих послуг, доступних кожному, хто має з'єднання. Однією з таких важливих послуг є цифровий зв'язок. Хоча ця служба дозволяла спілкуватися з іншими через інтернет, вона також дозволяла спілкуватися із зловмисними користувачами. Хоча зловмисники часто використовують інтернет для особистої вигоди, це може не обмежуватися лише фінансовою/матеріальною вигодою. Особливо це хвилює батьків і дітей, оскільки діти часто стають мішенню цих шкідливих користувачів. Поширені загрози особистій безпеці включають: фішинг, інтернет-шахрайство, зловмисне програмне забезпечення, кіберпереслідування, кіберзалякування, онлайн-хижаки та сексуальне вимагання.

### Кіберпереслідування
Кіберпереслідування — це використання інтернету чи інших електронних засобів для переслідування або домагання особи, групи чи організації. Може містити неправдиві звинувачення, наклеп, лихослів'я і дискредитування. Це також може включати моніторинг, крадіжку особистих даних, погрози, вандалізм, заклик до сексу або збір інформації, яку можна буде використати для погроз, збентеження чи переслідування. Кіберпереслідування — це злочин, у якому хтось переслідує жертву за допомогою електронних або цифрових засобів, таких як соціальні мережі, електронна пошта, миттєві повідомлення (англ. instant messaging, IM) або повідомлення, розміщені в дискусійній групі чи на форумі. Терміни кіберпереслідування та кібербулінг часто використовуються як синоніми[джерело?].

### Кібербулінг
Кібербулінг (кіберзалякування) — це використання електронних засобів, таких як миттєві повідомлення, соціальні мережі, електронна пошта та інші форми онлайн-спілкування з метою зловживання, залякування або «подолання» окремої особи чи групи. У дослідженні 2012 року, в якому взяли участь понад 11 925 студентів у Сполучених Штатах, було зазначено, що 23 % підлітків повідомили, що стали жертвами кібербулінгу, 30 % з яких повідомили про суїцидальну поведінку. На вебсайті Австралійського комітету з питань електронної безпеки повідомляється, що 20 % молодих австралійців повідомляють про соціальне відчуження, погрози чи зловживання в інтернеті.

### Онлайн-хижацтво
Хижацтво в інтернеті — це залучення неповнолітнього до невідповідних сексуальних стосунків через інтернет. Інтернет-хижаки можуть намагатися ініціювати та спокусити неповнолітніх у стосунках за допомогою чатів або інтернет-форумів.

### Нецензурний/образливий вміст
Різні вебсайти в інтернеті містять матеріали, які деякі вважають образливими, неприємними або відвертими, які часто можуть не подобатися користувачам. Такі вебсайти можуть включати інтернет, шокові сайти, ворожі висловлювання або інший провокаційний вміст. Такий вміст може проявлятися різними шляхами, наприклад, постійною спадаючою рекламою чи посиланнями, що не викликають жодних підозр.

### Секс-вимагання
Секс-вимагання, особливо через використання вебкамер, викликає занепокоєння, особливо для тих, хто використовує вебкамери для флірту та кіберсексу. Часто це означає, що кіберзлочинець видає себе за когось іншого — наприклад, привабливу людину — ініціює спілкування сексуального характеру з жертвою. Потім жертву вмовляють роздягнутися перед вебкамерою, а також вмовляють до сексуальної поведінки, наприклад до мастурбації. Відео записує кіберзлочинець, який потім розкриває свій справжній намір і вимагає гроші чи інші послуги (наприклад, більш відверті зображення жертви, у випадках хижацтва в інтернеті), погрожуючи публічно оприлюднити відео та надіслати його членам родини та друзям жертви, якщо вони не підкоряються. Національне агентство по боротьбі зі злочинністю Великої Британії оприлюднило відео, яке підкреслює небезпеку сексуального вимагання, щоб просвітити людей, особливо враховуючи той факт, що шантаж сексуального характеру може спричинити приниження в достатній мірі, щоб змусити жертву покинути своє життя. Додатково докладають інших зусиль, спрямованих на освіту громадськості щодо ризиків сексуального вимагання.

## Практики кібергігієни
Для захисту даних і особистої інформації користувачам рекомендується дотримуватись наступних рекомендацій:
- Використання двофакторної аутентифікації.
- Регулярне оновлення програмного забезпечення.
- Створення складних паролів і використання менеджерів паролів.
- Використання віртуальних приватних мереж для захисту конфіденційності.

### Групи та окремі особи, що працюють над темою
- AHTCC[en] – Австралійський центр боротьби з високими технологіями
- Чайлднет[en]
- Інсейф
- Соня Лівінгстон[en]
- ThinkUKnow[en]
- Саміт Твін[en]
- Опитування щодо безпеки в інтернеті серед молоді[en]